# 彭鎮璞
彭鎮璞（1910年7月—1939年1月），字。貴州省鎮遠縣人。他為抗日戰爭期間陣亡的中國軍方高級將領之一。

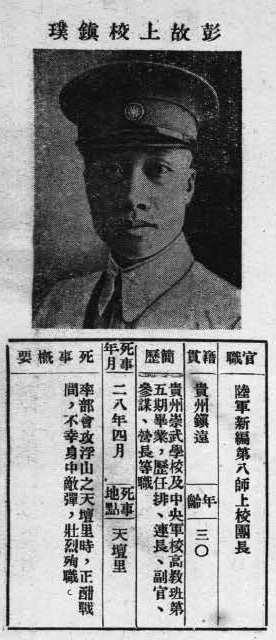
《抗戰軍人忠烈錄》（第一輯）中的彭鎮璞烈士遺像

## 生平[1]
貴州崇武學校畢業，歷任陸軍新編第八師上校團長，民國28年在浮山天壇里抗擊日軍，壯烈成仁。